# Raul Togni Neto
Raul Togni Neto, detto Raulzinho (Belo Horizonte, 19 maggio 1992), è un cestista brasiliano con cittadinanza italiana, di ruolo playmaker.
È il figlio di Raul.

## Carriera

### Brasile e Spagna (2008-2015)
Raul Togni Neto debuttò tra i professionisti nel 2008 in Brasile col Minas Tênis Clube.
Dopo aver giocato all'Hoop Summit del 2011 (oltre che per tre anni nelle file del Minas Tênis Clube in patria) con la selezione del World Team approdò in Spagna al San Sebastián Gipuzkoa dove ha militato per tre stagioni. Nel 2013, dopo due buone stagioni nel San Sebastián Gipuzkoa è stato selezionato al secondo giro del Draft NBA con la scelta n°47 dagli Atlanta Hawks; la sera stessa gli Hawks cedettero i diritti su di lui agli Utah Jazz. Per la stagione 2013-14, i Jazz lo lasciarono in Spagna al San Sebastián. Alla fine della stagione gli Utah Jazz lo lasciarono a maturare ulteriormente in Spagna ma questa volta al Murcia con cui firma un contratto triennale.

### NBA

#### Utah Jazz (2015-2019)
Nonostante avesse un accordo per tre stagioni, dopo una stagione lascia il Murcia per andare a giocare in NBA; il 10 luglio 2015 viene ufficializzato l'accordo tra gli Utah Jazz e Neto che va così a giocare in NBA, due anni dopo essere stato scelto al Draft 2013. Nella sua prima stagione ai Jazz, Neto giocò quasi tutte le partite della squadra (81 su 82 totali), di cui 53 da titolare a causa dell'infortunio di Danté Exum che lo tenne fuori per tutta la stagione, oltre che per la fiducia del coach della squadra di Salt Lake City, ovvero Quin Snyder, che in Novembre annunciò che Neto sarebbe partito titolare panchinando così Trey Burke. Alla fine della stagione i Jazz arrivarono noni, mancando per un soffio la qualificazione ai play-off e Neto disputò una discreta stagione.
La stagione successiva fu completamente diversa: durante il Draft NBA 2016 i Jazz scambiarono la loro scelta (in una trade a tre squadre che coinvolse anche gli Atlanta Hawks) per ottenere un playmaker d'esperienza come George Hill. In più Danté Exum recuperò dall'infortunio e coach Snyder diede molto spazio a Shelvin Mack, mentre Trey Burke venne ceduto agli Washington Wizards; tutte queste cose fecero sì che Neto trovasse meno spazio rispetto all'anno passato, tanto che in gennaio venne assegnato in D-League ai Salt Lake City Stars. In regular season disputò 40 partite (in pratica la metà in meno dell'anno passato)
Nei play-off invece, disputò 9 delle 11 partite dei Jazz che, dopo aver eliminato i Los Angeles Clippers per 4-3 al primo turno, vennero eliminato al turno successivo contro i Golden State Warriors, futuri campioni NBA, per 4-0.
Nell'estate 2017 le cose cambiarono nuovamente ma in positivo per Neto: nonostante l'arrivo di Ricky Rubio come play titolare, George Hill firmò un triennale con i Sacramento Kings mentre Shelvin Mack si trasferì agli Orlando Magic; Exum invece ebbe nuovi problemi fisici e tutto questo susseguirsi di infortuni e cessioni, fece risalire l'italo-brasiliano nelle gerarchie di coach Snyder. Per quanto fosse ormai il play di riserva (di Rubio) indiscusso, Neto accusò vari problemi fisici nel corso della stagione alla caviglia e al polso, giocando solo 41 partite.
Nel luglio 2018, nonostante fosse sceso in basso nelle gerarchie, rinnovò con i Jazz.
Nel 2018-19 giocò ancora meno (37 gare) venendo nuovamente condizionato dagli infortuni.
Il 1º luglio 2019 venne tagliato dai Jazz per fare spazio a Mike Conley.

## Statistiche

### NBA

#### Regular Season
| Anno      | Squadra             | PG  | PT | MP   | TC%  | 3P%  | TL%  | RP  | AP  | PRP | SP  | PP  |
| --------- | ------------------- | --- | -- | ---- | ---- | ---- | ---- | --- | --- | --- | --- | --- |
| 2015-2016 | Utah Jazz           | 81  | 53 | 18,5 | 43,1 | 39,5 | 74,3 | 1,5 | 2,1 | 0,8 | 0,0 | 5,9 |
| 2016-2017 | Utah Jazz           | 40  | 0  | 8,7  | 45,1 | 32,3 | 88,9 | 0,8 | 0,9 | 0,5 | 0,1 | 2,5 |
| 2017-2018 | Utah Jazz           | 41  | 0  | 12,1 | 45,7 | 40,4 | 74,3 | 1,2 | 1,8 | 0,3 | 0,1 | 4,5 |
| 2018-2019 | Utah Jazz           | 37  | 1  | 12,8 | 46,0 | 33,3 | 84,8 | 1,7 | 2,5 | 0,4 | 0,1 | 5,3 |
| 2019-2020 | Philadelphia 76ers  | 54  | 3  | 12,4 | 45,5 | 38,6 | 83,0 | 1,1 | 1,8 | 0,4 | 0,1 | 5,1 |
| 2020-2021 | Wash. Wizards       | 64  | 22 | 21,9 | 46,8 | 39,0 | 88,2 | 2,4 | 2,3 | 1,1 | 0,1 | 8,7 |
| 2021-2022 | Wash. Wizards       | 70  | 19 | 19,6 | 46,3 | 29,2 | 76,9 | 1,9 | 3,1 | 0,8 | 0,0 | 7,5 |
| 2022-2023 | Cleveland Cavaliers | 48  | 1  | 10,5 | 51,8 | 28,6 | 91,2 | 1,0 | 1,6 | 0,4 | 0,1 | 3,3 |
| Carriera  | Carriera            | 435 | 99 | 15,6 | 45,8 | 36,1 | 81,2 | 1,5 | 2,1 | 0,6 | 0,1 | 5,7 |

#### Play-off
| Anno     | Squadra             | PG | PT | MP   | TC%  | 3P%  | TL%  | RP  | AP  | PRP | SP  | PP  |
| -------- | ------------------- | -- | -- | ---- | ---- | ---- | ---- | --- | --- | --- | --- | --- |
| 2017     | Utah Jazz           | 9  | 0  | 6,7  | 61,5 | 50,0 | 100  | 0,8 | 0,4 | 0,1 | 0,1 | 2,6 |
| 2018     | Utah Jazz           | 8  | 0  | 9,0  | 30,4 | 28,6 | 100  | 1,3 | 1,3 | 0,3 | 0,0 | 2,6 |
| 2019     | Utah Jazz           | 3  | 0  | 6,7  | 16,7 | 0,0  | -    | 1,0 | 0,3 | 0,0 | 0,0 | 0,7 |
| 2020     | Philadelphia 76ers  | 2  | 0  | 13,0 | 33,3 | 40,0 | -    | 1,5 | 1,5 | 0,5 | 0,0 | 4,0 |
| 2021     | Wash. Wizards       | 5  | 3  | 22,4 | 35,3 | 26,7 | 80,0 | 2,2 | 1,0 | 0,4 | 0,0 | 6,4 |
| 2023     | Cleveland Cavaliers | 2  | 0  | 3,5  | 0,0  | 0,0  | 50,0 | 0,0 | 0,5 | 0,0 | 0,0 | 0,5 |
| Carriera | Carriera            | 29 | 3  | 10,2 | 36,0 | 31,4 | 87,5 | 1,2 | 0,8 | 0,2 | 0,0 | 3,0 |

#### Massimi in carriera
- Massimo di punti: 25 vs Toronto Raptors (6 maggio 2021)[10]
- Massimo di rimbalzi: 9 vs Dallas Mavericks (1º maggio 2021)
- Massimo di assist: 10 vs Houston Rockets (21 marzo 2022)
- Massimo di palle rubate: 5 vs Denver Nuggets (25 febbraio 2021)
- Massimo di stoppate: 2 (4 volte)
- Massimo di minuti giocati: 39 vs Toronto Raptors (6 maggio 2021)